# Urolophus
Urolophus – rodzaj ryb chrzęstnoszkieletowych z rodziny Urolophidae.

## Rozmieszczenie geograficzne
Do rodzaju należą gatunki występujące w wodach Oceanu Indyjskiego oraz zachodniego i południowo-zachodniego Oceanu Spokojnego.

## Morfologia
Długość ciała do 80 cm.

## Systematyka
Rodzaj zdefiniowała w 1837 roku para niemieckich ichtiologów Johannes Peter Müller i Jakob Henle w artykule poświęconym rodzajom rekinów i płaszczek, opublikowanym w czasopiśmie Bericht über die zur Bekanntmachung geeigneten Verhandlungen der Königlichen Preussischen Akademie der Wissenschaften zu Berlin. Gatunkiem typowym jest (oryginalne oznaczenie (również monotypowe)) U. cruciata.

### Etymologia
Urolophus: gr. ουρα oura ‘ogon’; λοφος lophos ‘grzebień, czub’.

### Podział systematyczny
Do rodzaju należą następujące występujące współcześnie gatunki:

- Urolophus aurantiacus Müller & Henle, 1841
- Urolophus bucculentus Macleay, 1884
- Urolophus circularis McKay, 1966
- Urolophus cruciatus (Lacépède, 1804)
- Urolophus deforgesi Séret & Last, 2003
- Urolophus expansus McCulloch, 1916
- Urolophus flavomosaicus Last & Gomon, 1987
- Urolophus gigas Scott, 1954
- Urolophus javanicus (Martens, 1864)
- Urolophus kaianus Günther, 1880
- Urolophus kapalensis Yearsley & Last, 2006
- Urolophus lobatus McKay, 1966
- Urolophus mitosis Last & Gomon, 1987
- Urolophus neocaledoniensis Séret & Last, 2003
- Urolophus orarius Last & Gomon, 1987
- Urolophus papilio Séret & Last, 2003
- Urolophus paucimaculatus Dixon, 1969
- Urolophus piperatus Séret & Last, 2003
- Urolophus sufflavus Whitley, 1929
- Urolophus viridis McCulloch, 1916
- Urolophus westraliensis Last & Gomon, 1987

Opisano również gatunki wymarłe:
- Urolophus bicuneatus Noetling, 1885[5] (Europa)
- Urolophus rhombidens (Probst, 1877)[6] (Europa; miocen)